# Tarcisio Burgnich
Tarcisio Burgnich (comunemente pronunciato [tarˈtʃiːzjo ˈburɲitʃ] o [ˈburɲik], pronuncia friulana corretta [burˈɲik]; Ruda, 25 aprile 1939 – Forte dei Marmi, 26 maggio 2021) è stato un calciatore e allenatore di calcio italiano, di ruolo difensore. Con la nazionale italiana è stato campione d'Europa nel 1968 e vicecampione del mondo nel 1970.
È considerato uno dei migliori difensori della storia del calcio italiano.

## Biografia
Sposò Rosalba Pistoresi, toscana,, dalla quale ebbe tre figli: Simonetta, Patrizia e Gualtiero.
È morto il 26 maggio 2021 a 82 anni nella casa di cura San Camillo a Forte dei Marmi, dove era stato portato la sera precedente per un grave malore.

## Caratteristiche tecniche
Giocò come terzino destro, stopper e libero. Eccellente marcatore, era solito prendere in custodia l'attaccante avversario più temibile. È stato considerato un modello per la serietà e la correttezza. Le sue virtù principali erano il vigore agonistico, l'abilità nel tackle e la concentrazione, oltre alla prontezza nell'anticipo.
Per via della sua prestanza fisica fu soprannominato Roccia, nomignolo coniato da Armando Picchi, compagno di reparto nell'Inter e in nazionale. A lui si sono ispirati futuri specialisti della marcatura a uomo come Claudio Gentile e Pietro Vierchowod.

## Carriera

### Giocatore

#### Club

##### Udinese
Dopo aver giocato nelle giovanili dell'Udinese, avendo come compagno di squadra Dino Zoff, debuttò ventenne con i friulani alla penultima giornata della stagione 1958-1959, il 2 giugno 1959, nella sconfitta contro il Milan per 7-0, già matematicamente campione d'Italia che schierava in campo giocatori come Lorenzo Buffon, Cesare Maldini e Nils Liedholm. Fu confermato per la stagione successiva, in cui giocò 7 gare su 34 in un'epoca in cui non erano permesse sostituzioni e nella quale le zebrette si salvarono dalla retrocessione dopo spareggi con Lecco e Bari; le sue prestazioni gli valsero la convocazione nella rappresentativa italiana ai Giochi olimpici del 1960. A Udine aveva uno stipendio da 50.000 lire al mese.

##### Juventus e Palermo

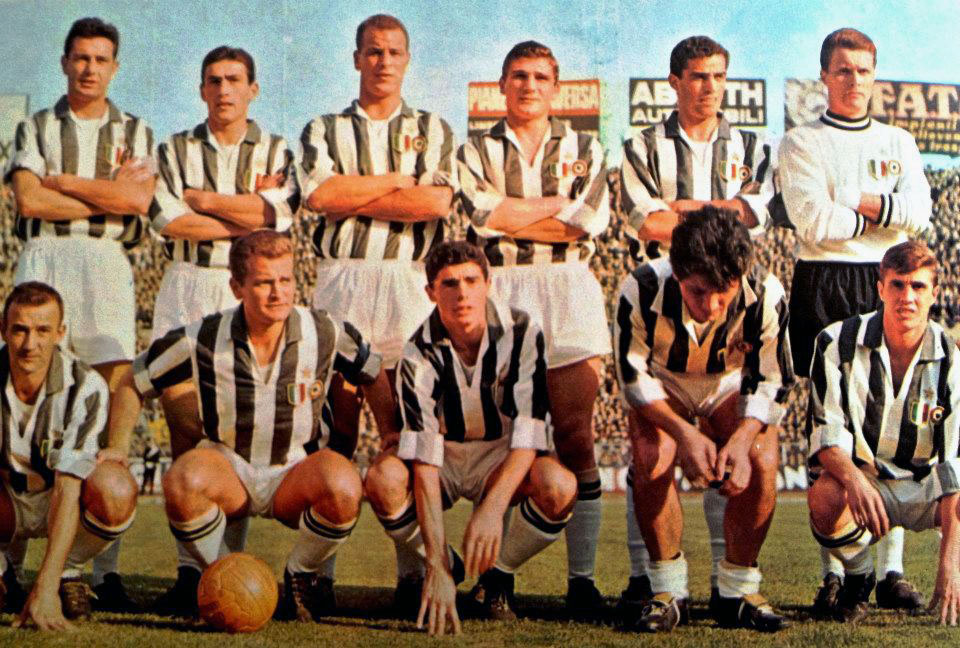
Burgnich (in piedi, secondo da sinistra) nella Juventus 1960-1961

Dietro suggerimento di Giampiero Boniperti, nel 1960 venne acquistato dalla Juventus, con cui collezionò 13 presenze senza essere poi confermato per la stagione successiva, poiché ritenuto non adatto allo stile della squadra e con una carriera incerta per un presunto leggero strabismo.
Passò quindi al Palermo, neopromosso in serie A, in una trattativa che portò Roberto Anzolin alla Juventus: in un primo momento Burgnich rifiutò il trasferimento, subendo quindi un deferimento, ma poi coi rosanero giocò ottimamente l'annata 1961-1962, durante il quale svolse anche il servizio di leva a Roma: preso il posto dell'infortunato Giorgio Sereni, gli venne affidato il ruolo da titolare. Riuscì anche a segnare un gol, il suo primo con il Palermo e in Serie A, su punizione, nella prestigiosa vittoria esterna per 4 a 2 contro la Juventus del 18 febbraio 1962, con un violento tiro in corsa. Al termine del campionato i siciliani si piazzarono all'ottavo posto in classifica, meglio della stessa Juventus. Il giocatore definì in termini molto positivi la sua esperienza nelle file del club siciliano.

##### Inter

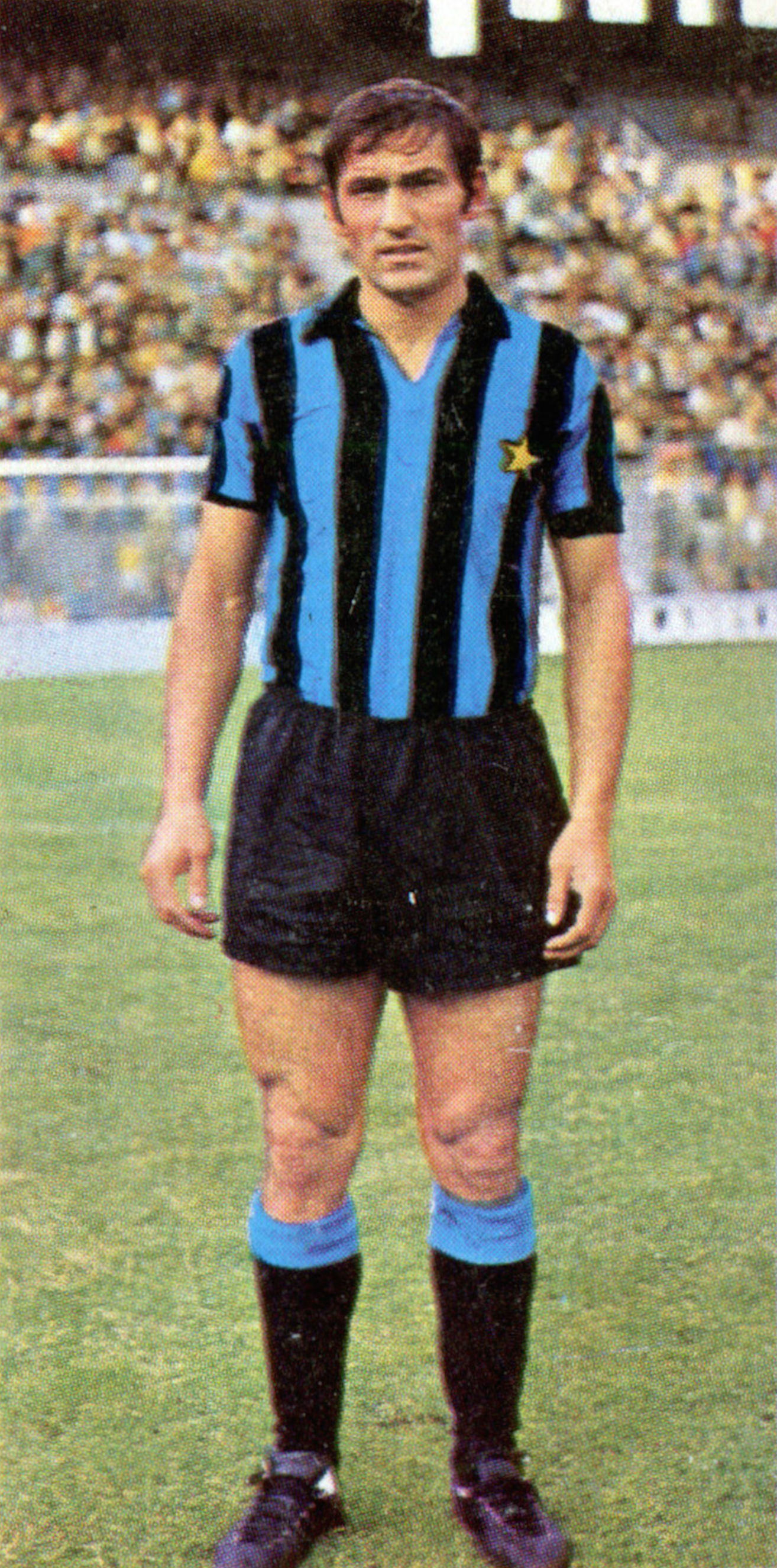
Burgnich in maglia nerazzurra nel 1970

Nel 1962, voluto da Helenio Herrera o da Italo Allodi secondo altre fonti, passò all'Inter in cambio di 100 milioni di lire. In nerazzurro prese il posto, come terzino destro, di Armando Picchi, che da lì in poi agì da libero. Come capitò durante la sua permanenza alla Juventus, vinse lo scudetto alla prima stagione con la nuova squadra, pur essendo penalizzato dal dover svolgere il servizio militare a Bologna, con il grado di caporale. Ciò lo costrinse a saltare durante il suo primo campionato diversi allenamenti con il club lombardo.
Rimase dodici stagioni con l'Inter, giocando in 467 gare ufficiali, vincendo in dodici anni quattro scudetti, due Coppe dei Campioni e due Coppe Intercontinentali; fu uno dei calciatori più decisivi per i successi della squadra, dapprima come terzino destro e poi, con risultati altrettanto buoni, nel ruolo di libero. Al termine della stagione 1964-1965, il settimanale Il calcio e il ciclismo illustrato lo indicò, con Giacinto Facchetti, come miglior terzino d'ala del campionato.

##### Napoli
Dopo dodici anni all'Inter, complice l'infortunio subito durante i mondiali tedeschi del 1974, i dirigenti della squadra lombarda credettero che fosse ormai un calciatore finito. Venne a sapere solo da Francesco Janich, all'epoca dirigente del Napoli, di essere stato trasferito alla squadra campana; chiuse quindi la carriera indossando la maglia azzurra. Qui, dopo un iniziale problema con le tattiche dell'allenatore Luís Vinício, fu titolare inamovibile nel ruolo di libero, disputando tutte le gare delle sue prime due stagioni e saltando solo sei gare nella sua ultima stagione di carriera, dalla tredicesima del 16 gennaio 1977 alla diciottesima del 27 febbraio 1977.
Durante la sua permanenza con i partenopei sfiorò lo scudetto nella stagione 1974-1975, quando la squadra arrivò a due punti dalla Juventus vincitrice del campionato. L'anno successivo conquistò la Coppa Italia, battendo il Verona allo Stadio Olimpico di Roma il 29 giugno 1976 per 4-0; sempre in Coppa Italia segnò la sua unica rete con gli azzurri, nell'edizione 1975-1976, nella vittoria contro la Fiorentina per 1-0. Vinse inoltre nella stagione 1976-1977 la Coppa di Lega Italo-Inglese, giocandovi entrambe le partite, a Southampton contro la squadra locale il 21 settembre 1976 dove i padroni di casa s'imposero per 1-0 e a Napoli il 14 novembre dello stesso anno, quando nella gara di ritorno i campani vinsero per 4-0. Lo stesso anno, il Napoli raggiunse per la prima volta la semifinale in una competizione europea, la Coppa delle Coppe, poi eliminato dall'Anderlecht.

#### Nazionale

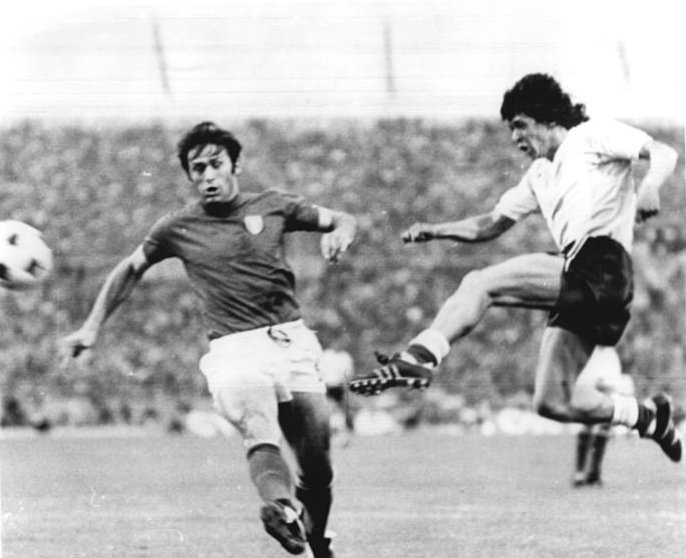
Burgnich (a sinistra) in azione in maglia azzurra al, nel corso della sfida tra Italia e

In nazionale, in cui giocò dal 1963 al 1974, vanta 66 presenze, debuttando il 10 novembre 1963 nella gara di ritorno valevole per la Coppa Europa contro la nazionale sovietica. Ritornò in nazionale un anno dopo, nella gara di qualificazione per i mondiali in Inghilterra del 1966 contro la nazionale finlandese del 4 novembre 1964. Venne convocato per la spedizione italiana ai successivi mondiali, dopo aver totalizzato già dodici presenze con la nazionale maggiore. Ai mondiali disputò solo le prime due gare, la vittoria contro il Cile per 2-0, nella rivincita della battaglia di Santiago, il 13 luglio 1966 al Roker Park di Sunderland e la sconfitta per 1-0 contro l'URSS del 16 luglio nello stesso stadio.
Ai successivi vittoriosi campionati europei del 1968 fu invece sempre presente: il 20 aprile nella vittoria contro la Bulgaria per 2-0 a Napoli, sempre a Napoli nella semifinale contro l'URSS del 5 giugno decisa dal sorteggio e nelle due finali contro la Jugoslavia giocate a Roma l'8 e il 10 giugno, quando gli azzurri prima pareggiarono 1-1 e poi vinsero per 2-0. Al successivo campionato mondiale 1970 in Messico realizzò il suo secondo gol con gli azzurri, il momentaneo pareggio per 2-2 della semifinale Italia-Germania Ovest (4-3, la "Partita del secolo"). Per la gara disputata, Gianni Brera gli diede nella pagella 9+. In finale fu poi sovrastato nello stacco da Pelé che segnò il gol del momentaneo 1-0 nella partita che il Brasile vinse 4-1.
Il 13 gennaio 1973 scese in campo da capitano degli azzurri nella gara contro la Turchia valida per le qualificazioni al campionato del mondo 1974; lasciò la nazionale dopo la sconfitta contro la Polonia che valse l'eliminazione dell'Italia dal Mondiale. In azzurro totalizzò 66 presenze e 2 reti.
Indossava la maglia numero 2 come marcatore, e la numero 6 quando si spostò nel ruolo di libero, ma nel Museo del calcio è presente la sua maglia numero 5, indossata nella finale degli europei 1968.

### Allenatore

#### 1978-1982
Appese le scarpette al chiodo, convinto da Italo Allodi intraprese la carriera dell'allenatore, sedendo, fra le altre, sulle panchine di Livorno, Catanzaro, Bologna, Como, Foggia, Lucchese, Cremonese, Genoa sostituendo Claudio Maselli, Ternana, Salernitana, Pescara e Vicenza. Dopo aver lasciato il lavoro di allenatore è diventato osservatore dell'Inter.
Esordì come allenatore del Livorno, dove subì una squalifica di sei mesi per alcune dichiarazioni sul Pisa; nello stadio intitolato al suo ex compagno di squadra Armando Picchi, dopo un primo anno tranquillo, al secondo grazie a dodici vittorie e sedici pareggi la squadra si piazzò terza in campionato, a quattro punti dal Foggia promosso in Serie B, potendo contare su una difesa che subì solo undici gol. Sarebbe tornato ad allenare la squadra sedici anni dopo.
La sua seconda panchina lo vide a Catanzaro nel 1980-1981, dove iniziò la stagione di Serie A in maniera positiva, arrivando alla quinta giornata del girone d'andata in testa alla classifica. La squadra l'anno prima era retrocessa sul campo, venendo poi ripescata per lo scandalo delle scommesse che fece retrocedere Lazio e Milan, e senza molte strutture per allenarsi puntava alla salvezza anche quell'anno, con una squadra dall'età media bassa e con elementi dalle categorie inferiori; alla fine giunse settima, miglior piazzamento nel ventesimo secolo. Burgnich tornò ad allenare i calabresi nel campionato di Serie B 1988-1989, dove fu esonerato e sostituito da Gianni Di Marzio, con la squadra ottava in classifica generale, dopo la prima sconfitta in campionato, contro il Brescia.
Nella stagione 1981-1982 fu al Bologna; avendo già dato la sua parola alla squadra emiliana, fu costretto a rifiutare la proposta di allenare l'Inter. Pur dimostrando fiducia nella squadra non concluse la stagione, venendo esonerato il 15 marzo 1982 per contrasti con alcuni dirigenti della società, difeso solo dal presidente Fabbretti e venendo sostituito dal suo allenatore in seconda, Franco Liguori. Durante questa stagione lanciò un diciassettenne Roberto Mancini.

#### 1982-2001

Burgnich al Como nella stagione 1983-1984

Fu per tre periodi alla guida del Como, la prima volta dal 1982 al 1984; con la squadra allora militante in Serie B perse alla prima stagione gli spareggi, mentre nella seconda ottenne la promozione nella massima serie. Durante questo periodo, tra i giocatori da lui valorizzati vi fu il futuro giocatore della nazionale Moreno Mannini. Tornò la seconda volta nel 1988 al posto di Aldo Agroppi, con la squadra militante in Serie A con problemi di classifica e d'infortuni che portò alla salvezza. Nel 1992-1993 condusse la squadra nel campionato di Serie C1, inserendosi più volte nella zona promozione.
Arrivò quindi sulla panchina del Genoa, dove sarebbe ritornato nel 1998 in una squadra reduce dal rischio di retrocedere nell'allora Serie C e con un nuovo presidente, il suo ex giocatore Massimo Mauro, che lo volle personalmente, al posto di Aldo Spinelli. Arrivato nell'estate 1986 al Vicenza, fu esonerato nel febbraio 1987: al suo successore Alfredo Magni le cose andarono peggio, sino alla retrocessione in Serie C1. Alla Cremonese non salvò la squadra dalla retrocessione, perdendo le ultime quattro partite.
Confermato nel 1990-1991, Burgnich non andò oltre il centroclassifica e venne esonerato dopo 23 giornate: fu il sostituto Gustavo Giagnoni a centrare la promozione. Il 4 marzo 1996 Burgnich divenne allenatore del Foggia, ultimo in classifica in Serie B, a sette punti dalla salvezza. Il tecnico di Ruda, con una notevole serie di risultati utili, riuscì ad evitare la retrocessione, conquistando l'undicesimo posto. La stagione seguente, con una formazione giovane, Burgnich conquistò un altro 11º posto, non venendo riconfermato per l'annata successiva. Subentrò nel Natale 1997 a Claudio Maselli sulla panchina del Genoa, ottenendo 20 punti nelle prime otto partite, con la squadra che passò dal penultimo posto a ridosso della zona promozione, classificandosi nona a fine torneo.
Nella stagione successiva alla Lucchese in Serie B dopo essere stato esonerato dopo 6ª giornate, fu richiamato alla 28ª giornata al posto di Giuseppe Papadopulo non riuscendo a salvare la squadra e non venendo riconfermato. Il febbraio successivo prese il posto di Vincenzo Guerini alla guida della Ternana, di nuovo in Serie B, e chiuse il campionato al 10º posto. Sono del campionato di Serie B 2000-2001 le sue ultime cinque partite da allenatore, sulla panchina del Pescara al posto di Giovanni Galeone. Ottenne tre pareggi e due sconfitte e fu sostituito da Delio Rossi, che chiuse il campionato all'ultimo posto a 19 punti dalla quintultima. Conclusa la carriera di allenatore, restò nel mondo del calcio come osservatore dell'Inter.

## Statistiche

### Presenze e reti nei club
| Stagione        | Squadra         | Campionato      | Campionato | Campionato | Coppe nazionali | Coppe nazionali | Coppe nazionali | Coppe continentali | Coppe continentali | Coppe continentali | Altre coppe | Altre coppe | Altre coppe | Totale | Totale |
| Stagione        | Squadra         | Comp            | Pres       | Reti       | Comp            | Pres            | Reti            | Comp               | Pres               | Reti               | Comp        | Pres        | Reti        | Pres   | Reti   |
| --------------- | --------------- | --------------- | ---------- | ---------- | --------------- | --------------- | --------------- | ------------------ | ------------------ | ------------------ | ----------- | ----------- | ----------- | ------ | ------ |
| 1958-1959       | Udinese         | A               | 1          | 0          | CI              | 0               | 0               | -                  | -                  | -                  | -           | -           | -           | 1      | 0      |
| 1959-1960       | Udinese         | A               | 7          | 0          | CI              | 0               | 0               | -                  | -                  | -                  | -           | -           | -           | 7      | 0      |
| Totale Udinese  | Totale Udinese  | Totale Udinese  | 8          | 0          |                 | 0               | 0               |                    | -                  | -                  |             | -           | -           | 8      | 0      |
| 1960-1961       | Juventus        | A               | 13         | 0          | CI              | 3               | 0               | CC                 | 0                  | 0                  | -           | -           | -           | 16     | 0      |
| 1961-1962       | Palermo         | A               | 31         | 1          | CI              | 1               | 0               | -                  | -                  | -                  | -           | -           | -           | 32     | 1      |
| 1962-1963       | Inter           | A               | 31         | 0          | CI              | 0               | 0               | -                  | -                  | -                  | -           | -           | -           | 31     | 0      |
| 1963-1964       | Inter           | A               | 33+1       | 0          | CI              | 0               | 0               | CC                 | 9                  | 0                  | -           | -           | -           | 43     | 0      |
| 1964-1965       | Inter           | A               | 32         | 1          | CI              | 1               | 0               | CC                 | 7                  | 0                  | CInt        | 2           | 0           | 42     | 1      |
| 1965-1966       | Inter           | A               | 30         | 0          | CI              | 0               | 0               | CC                 | 5                  | 0                  | CInt        | 2           | 0           | 37     | 0      |
| 1966-1967       | Inter           | A               | 30         | 2          | CI              | 0               | 0               | CC                 | 10                 | 0                  | -           | -           | -           | 40     | 2      |
| 1967-1968       | Inter           | A               | 30         | 0          | CI              | 6               | 1               | -                  | -                  | -                  | Int         | 1           | 0           | 37     | 1      |
| 1968-1969       | Inter           | A               | 30         | 1          | CI              | 3               | 0               | -                  | -                  | -                  | -           | -           | -           | 33     | 1      |
| 1969-1970       | Inter           | A               | 26         | 1          | CI              | 6               | 0               | CdF                | 8                  | 0                  | -           | -           | -           | 40     | 1      |
| 1970-1971       | Inter           | A               | 29         | 0          | CI              | 3               | 0               | CdF                | 1                  | 0                  | CAI+TP      | 4+4         | 1+0         | 41     | 1      |
| 1971-1972       | Inter           | A               | 27         | 0          | CI              | 10              | 0               | CC                 | 9                  | 0                  | -           | -           | -           | 46     | 0      |
| 1972-1973       | Inter           | A               | 30         | 0          | CI              | 8               | 0               | CU                 | 6                  | 0                  | -           | -           | -           | 44     | 0      |
| 1973-1974       | Inter           | A               | 30         | 0          | CI              | 10              | 0               | CU                 | 2                  | 0                  | -           | -           | -           | 42     | 0      |
| Totale Inter    | Totale Inter    | Totale Inter    | 358+1      | 5          |                 | 47              | 1               |                    | 57                 | 0                  |             | 13          | 1           | 476    | 7      |
| 1974-1975       | Napoli          | A               | 30         | 0          | CI              | 10              | 1               | CU                 | 6                  | 0                  | -           | -           | -           | 46     | 1      |
| 1975-1976       | Napoli          | A               | 30         | 0          | CI              | 11              | 0               | CU                 | 2                  | 0                  | -           | -           | -           | 43     | 0      |
| 1976-1977       | Napoli          | A               | 24         | 0          | CI              | 2               | 0               | CdC                | 8                  | 0                  | CdL         | 2           | 0           | 36     | 0      |
| Totale Napoli   | Totale Napoli   | Totale Napoli   | 84         | 0          |                 | 23              | 1               |                    | 16                 | 0                  |             | 2           | 0           | 125    | 1      |
| Totale carriera | Totale carriera | Totale carriera | 495        | 6          |                 | 74              | 2               |                    | 73                 | 0                  |             | 15          | 1           | 657    | 9      |

### Cronologia presenze e reti in nazionale
| Cronologia completa delle presenze e delle reti in nazionale ― Italia | Cronologia completa delle presenze e delle reti in nazionale ― Italia | Cronologia completa delle presenze e delle reti in nazionale ― Italia | Cronologia completa delle presenze e delle reti in nazionale ― Italia | Cronologia completa delle presenze e delle reti in nazionale ― Italia | Cronologia completa delle presenze e delle reti in nazionale ― Italia | Cronologia completa delle presenze e delle reti in nazionale ― Italia | Cronologia completa delle presenze e delle reti in nazionale ― Italia |
| Data                                                                  | Città                                                                 | In casa                                                               | Risultato                                                             | Ospiti                                                                | Competizione                                                          | Reti                                                                  | Note                                                                  |
| --------------------------------------------------------------------- | --------------------------------------------------------------------- | --------------------------------------------------------------------- | --------------------------------------------------------------------- | --------------------------------------------------------------------- | --------------------------------------------------------------------- | --------------------------------------------------------------------- | --------------------------------------------------------------------- |
| 10-11-1963                                                            | Roma                                                                  | Italia                                                                | 1 – 1                                                                 | Unione Sovietica                                                      | Qual. Euro 1964                                                       | -                                                                     |                                                                       |
| 4-11-1964                                                             | Genova                                                                | Italia                                                                | 6 – 1                                                                 | Finlandia                                                             | Qual. Mondiali 1966                                                   | -                                                                     |                                                                       |
| 13-3-1965                                                             | Amburgo                                                               | Germania Ovest                                                        | 1 – 1                                                                 | Italia                                                                | Amichevole                                                            | -                                                                     | 66’                                                                   |
| 18-4-1965                                                             | Varsavia                                                              | Polonia                                                               | 0 – 0                                                                 | Italia                                                                | Qual. Mondiali 1966                                                   | -                                                                     |                                                                       |
| 1-11-1965                                                             | Roma                                                                  | Italia                                                                | 6 – 1                                                                 | Polonia                                                               | Qual. Mondiali 1966                                                   | -                                                                     |                                                                       |
| 9-11-1965                                                             | Glasgow                                                               | Scozia                                                                | 1 – 0                                                                 | Italia                                                                | Qual. Mondiali 1966                                                   | -                                                                     |                                                                       |
| 7-12-1965                                                             | Napoli                                                                | Italia                                                                | 3 – 0                                                                 | Scozia                                                                | Qual. Mondiali 1966                                                   | -                                                                     |                                                                       |
| 19-3-1966                                                             | Parigi                                                                | Francia                                                               | 0 – 0                                                                 | Italia                                                                | Amichevole                                                            | -                                                                     |                                                                       |
| 14-6-1966                                                             | Bologna                                                               | Italia                                                                | 6 – 1                                                                 | Bulgaria                                                              | Amichevole                                                            | -                                                                     |                                                                       |
| 18-6-1966                                                             | Milano                                                                | Italia                                                                | 1 – 0                                                                 | Austria                                                               | Amichevole                                                            | 1                                                                     | 46’                                                                   |
| 22-6-1966                                                             | Torino                                                                | Italia                                                                | 3 – 0                                                                 | Argentina                                                             | Amichevole                                                            | -                                                                     |                                                                       |
| 29-6-1966                                                             | Firenze                                                               | Italia                                                                | 5 – 0                                                                 | Messico                                                               | Amichevole                                                            | -                                                                     |                                                                       |
| 13-7-1966                                                             | Sunderland                                                            | Italia                                                                | 2 – 0                                                                 | Cile                                                                  | Mondiali 1966 - 1º turno                                              | -                                                                     |                                                                       |
| 16-7-1966                                                             | Sunderland                                                            | Unione Sovietica                                                      | 1 – 0                                                                 | Italia                                                                | Mondiali 1966 - 1º turno                                              | -                                                                     |                                                                       |
| 1-11-1966                                                             | Milano                                                                | Italia                                                                | 1 – 0                                                                 | Unione Sovietica                                                      | Amichevole                                                            | -                                                                     |                                                                       |
| 22-3-1967                                                             | Nicosia                                                               | Cipro                                                                 | 0 – 2                                                                 | Italia                                                                | Qual. Euro 1968                                                       | -                                                                     |                                                                       |
| 1-11-1967                                                             | Cosenza                                                               | Italia                                                                | 5 – 0                                                                 | Cipro                                                                 | Qual. Euro 1968                                                       | -                                                                     |                                                                       |
| 18-11-1967                                                            | Berna                                                                 | Svizzera                                                              | 2 – 2                                                                 | Italia                                                                | Qual. Euro 1968                                                       | -                                                                     |                                                                       |
| 23-12-1967                                                            | Cagliari                                                              | Italia                                                                | 4 – 0                                                                 | Svizzera                                                              | Qual. Euro 1968                                                       | -                                                                     |                                                                       |
| 6-4-1968                                                              | Sofia                                                                 | Bulgaria                                                              | 3 – 2                                                                 | Italia                                                                | Qual. Euro 1968                                                       | -                                                                     |                                                                       |
| 20-4-1968                                                             | Napoli                                                                | Italia                                                                | 2 – 0                                                                 | Bulgaria                                                              | Qual. Euro 1968                                                       | -                                                                     |                                                                       |
| 5-6-1968                                                              | Napoli                                                                | Italia                                                                | 0 – 0 dts                                                             | Unione Sovietica                                                      | Euro 1968 - Semifinale                                                | -                                                                     |                                                                       |
| 8-6-1968                                                              | Roma                                                                  | Italia                                                                | 1 – 1 dts                                                             | Jugoslavia                                                            | Euro 1968 - Finale                                                    | -                                                                     |                                                                       |
| 10-6-1968                                                             | Roma                                                                  | Italia                                                                | 2 – 0                                                                 | Jugoslavia                                                            | Euro 1968 - Finale                                                    | -                                                                     | [ 71 ]                                                                |
| 23-10-1968                                                            | Cardiff                                                               | Galles                                                                | 0 – 1                                                                 | Italia                                                                | Qual. Mondiali 1970                                                   | -                                                                     |                                                                       |
| 1-1-1969                                                              | Città del Messico                                                     | Messico                                                               | 2 – 3                                                                 | Italia                                                                | Amichevole                                                            | -                                                                     |                                                                       |
| 5-1-1969                                                              | Città del Messico                                                     | Messico                                                               | 1 – 1                                                                 | Italia                                                                | Amichevole                                                            | -                                                                     |                                                                       |
| 29-3-1969                                                             | Berlino Est                                                           | Germania Est                                                          | 2 – 2                                                                 | Italia                                                                | Qual. Mondiali 1970                                                   | -                                                                     |                                                                       |
| 24-5-1969                                                             | Torino                                                                | Italia                                                                | 0 – 0                                                                 | Bulgaria                                                              | Amichevole                                                            | -                                                                     | 46’                                                                   |
| 4-11-1969                                                             | Roma                                                                  | Italia                                                                | 4 – 1                                                                 | Galles                                                                | Qual. Mondiali 1970                                                   | -                                                                     |                                                                       |
| 22-11-1969                                                            | Napoli                                                                | Italia                                                                | 3 – 0                                                                 | Germania Est                                                          | Qual. Mondiali 1970                                                   | -                                                                     |                                                                       |
| 21-2-1970                                                             | Madrid                                                                | Spagna                                                                | 2 – 2                                                                 | Italia                                                                | Amichevole                                                            | -                                                                     |                                                                       |
| 10-5-1970                                                             | Lisbona                                                               | Portogallo                                                            | 1 – 2                                                                 | Italia                                                                | Amichevole                                                            | -                                                                     |                                                                       |
| 3-6-1970                                                              | Toluca                                                                | Italia                                                                | 1 – 0                                                                 | Svezia                                                                | Mondiali 1970 - 1º turno                                              | -                                                                     |                                                                       |
| 6-6-1970                                                              | Puebla                                                                | Italia                                                                | 0 – 0                                                                 | Uruguay                                                               | Mondiali 1970 - 1º turno                                              | -                                                                     |                                                                       |
| 11-6-1970                                                             | Toluca                                                                | Italia                                                                | 0 – 0                                                                 | Israele                                                               | Mondiali 1970 - 1º turno                                              | -                                                                     |                                                                       |
| 14-6-1970                                                             | Toluca                                                                | Italia                                                                | 4 – 1                                                                 | Messico                                                               | Mondiali 1970 - Quarti di finale                                      | -                                                                     |                                                                       |
| 17-6-1970                                                             | Città del Messico                                                     | Italia                                                                | 4 – 3 dts                                                             | Germania Ovest                                                        | Mondiali 1970 - Semifinale                                            | 1                                                                     |                                                                       |
| 21-6-1970                                                             | Città del Messico                                                     | Brasile                                                               | 4 – 1                                                                 | Italia                                                                | Mondiali 1970 - Finale                                                | -                                                                     | [ 72 ]                                                                |
| 31-10-1970                                                            | Vienna                                                                | Austria                                                               | 1 – 2                                                                 | Italia                                                                | Qual. Euro 1972                                                       | -                                                                     |                                                                       |
| 8-12-1970                                                             | Firenze                                                               | Italia                                                                | 3 – 0                                                                 | Irlanda                                                               | Qual. Euro 1972                                                       | -                                                                     |                                                                       |
| 20-2-1971                                                             | Cagliari                                                              | Italia                                                                | 1 – 2                                                                 | Spagna                                                                | Amichevole                                                            | -                                                                     | 46’                                                                   |
| 10-5-1971                                                             | Dublino                                                               | Irlanda                                                               | 1 – 2                                                                 | Italia                                                                | Qual. Euro 1972                                                       | -                                                                     |                                                                       |
| 9-6-1971                                                              | Stoccolma                                                             | Svezia                                                                | 0 – 0                                                                 | Italia                                                                | Qual. Euro 1972                                                       | -                                                                     |                                                                       |
| 25-9-1971                                                             | Genova                                                                | Italia                                                                | 2 – 0                                                                 | Messico                                                               | Amichevole                                                            | -                                                                     |                                                                       |
| 9-10-1971                                                             | Milano                                                                | Italia                                                                | 3 – 0                                                                 | Svezia                                                                | Qual. Euro 1972                                                       | -                                                                     |                                                                       |
| 4-3-1972                                                              | Atene                                                                 | Grecia                                                                | 2 – 1                                                                 | Italia                                                                | Amichevole                                                            | -                                                                     |                                                                       |
| 29-4-1972                                                             | Milano                                                                | Italia                                                                | 0 – 0                                                                 | Belgio                                                                | Qual. Euro 1972                                                       | -                                                                     |                                                                       |
| 13-5-1972                                                             | Bruxelles                                                             | Belgio                                                                | 2 – 1                                                                 | Italia                                                                | Qual. Euro 1972                                                       | -                                                                     |                                                                       |
| 17-6-1972                                                             | Bucarest                                                              | Romania                                                               | 3 – 3                                                                 | Italia                                                                | Amichevole                                                            | -                                                                     |                                                                       |
| 21-6-1972                                                             | Sofia                                                                 | Bulgaria                                                              | 1 – 1                                                                 | Italia                                                                | Amichevole                                                            | -                                                                     |                                                                       |
| 20-9-1972                                                             | Torino                                                                | Italia                                                                | 3 – 1                                                                 | Jugoslavia                                                            | Amichevole                                                            | -                                                                     |                                                                       |
| 7-10-1972                                                             | Lussemburgo                                                           | Lussemburgo                                                           | 0 – 4                                                                 | Italia                                                                | Qual. Mondiali 1974                                                   | -                                                                     |                                                                       |
| 21-10-1972                                                            | Berna                                                                 | Svizzera                                                              | 0 – 0                                                                 | Italia                                                                | Qual. Mondiali 1974                                                   | -                                                                     |                                                                       |
| 13-1-1973                                                             | Napoli                                                                | Italia                                                                | 0 – 0                                                                 | Turchia                                                               | Qual. Mondiali 1974                                                   | -                                                                     | Cap.                                                                  |
| 25-2-1973                                                             | Istanbul                                                              | Turchia                                                               | 0 – 1                                                                 | Italia                                                                | Qual. Mondiali 1974                                                   | -                                                                     |                                                                       |
| 31-3-1973                                                             | Genova                                                                | Italia                                                                | 5 – 0                                                                 | Lussemburgo                                                           | Qual. Mondiali 1974                                                   | -                                                                     |                                                                       |
| 9-6-1973                                                              | Roma                                                                  | Italia                                                                | 2 – 0                                                                 | Brasile                                                               | Amichevole                                                            | -                                                                     |                                                                       |
| 14-6-1973                                                             | Torino                                                                | Italia                                                                | 2 – 0                                                                 | Inghilterra                                                           | Amichevole                                                            | -                                                                     |                                                                       |
| 29-9-1973                                                             | Milano                                                                | Italia                                                                | 2 – 0                                                                 | Svezia                                                                | Amichevole                                                            | -                                                                     |                                                                       |
| 20-10-1973                                                            | Roma                                                                  | Italia                                                                | 2 – 0                                                                 | Svizzera                                                              | Qual. Mondiali 1974                                                   | -                                                                     |                                                                       |
| 14-11-1973                                                            | Londra                                                                | Inghilterra                                                           | 0 – 1                                                                 | Italia                                                                | Amichevole                                                            | -                                                                     |                                                                       |
| 8-6-1974                                                              | Vienna                                                                | Austria                                                               | 0 – 0                                                                 | Italia                                                                | Amichevole                                                            | -                                                                     |                                                                       |
| 15-6-1974                                                             | Monaco                                                                | Italia                                                                | 3 – 1                                                                 | Haiti                                                                 | Mondiali 1974 - 1º turno                                              | -                                                                     |                                                                       |
| 19-6-1974                                                             | Stoccarda                                                             | Italia                                                                | 1 – 1                                                                 | Argentina                                                             | Mondiali 1974 - 1º turno                                              | -                                                                     |                                                                       |
| 23-6-1974                                                             | Stoccarda                                                             | Polonia                                                               | 2 – 1                                                                 | Italia                                                                | Mondiali 1974 - 1º turno                                              | -                                                                     | 31’                                                                   |
| Totale                                                                |                                                                       | Presenze (22º posto)                                                  | 66                                                                    |                                                                       | Reti                                                                  | 2                                                                     |                                                                       |

### Statistiche da allenatore
| Stagione         | Squadra          | Campionato       | Campionato | Campionato | Campionato | Campionato | Coppe nazionali | Coppe nazionali | Coppe nazionali | Coppe nazionali | Coppe nazionali | Coppe continentali | Coppe continentali | Coppe continentali | Coppe continentali | Coppe continentali | Altre coppe | Altre coppe | Altre coppe | Altre coppe | Altre coppe | Totale | Totale | Totale | Totale | % Vittorie | Piazzamento              |
| Stagione         | Squadra          | Comp             | G          | V          | N          | P          | Comp            | G               | V               | N               | P               | Comp               | G                  | V                  | N                  | P                  | Comp        | G           | V           | N           | P           | G      | V      | N      | P      | %          | Piazzamento              |
| ---------------- | ---------------- | ---------------- | ---------- | ---------- | ---------- | ---------- | --------------- | --------------- | --------------- | --------------- | --------------- | ------------------ | ------------------ | ------------------ | ------------------ | ------------------ | ----------- | ----------- | ----------- | ----------- | ----------- | ------ | ------ | ------ | ------ | ---------- | ------------------------ |
| 1978-1979        | Livorno          | C1               | 34         | 6          | 20         | 8          | CI-S            | 4               | 1               | 3               | 0               | -                  | -                  | -                  | -                  | -                  | -           | -           | -           | -           | -           | 38     | 7      | 23     | 8      | 18,42      | 9º                       |
| 1979-1980        | Livorno          | C1               | 34         | 12         | 16         | 6          | CI-S            | 10              | 6               | 3               | 1               | -                  | -                  | -                  | -                  | -                  | -           | -           | -           | -           | -           | 44     | 18     | 19     | 7      | 40,91      | 3º                       |
| 1980-1981        | Catanzaro        | A                | 30         | 6          | 17         | 7          | CI              | 4               | 2               | 0               | 2               | -                  | -                  | -                  | -                  | -                  | TC          | 2           | 1           | 0           | 1           | 36     | 9      | 17     | 10     | 25,00      | 7º                       |
| 1981-mar. 1982   | Bologna          | A                | 22         | 4          | 10         | 8          | CI              | 4               | 1               | 2               | 1               | -                  | -                  | -                  | -                  | -                  | -           | -           | -           | -           | -           | 26     | 5      | 12     | 9      | 19,23      | Eson.                    |
| 1982-1983        | Como             | B                | 38+2       | 13         | 19+1       | 6+1        | CI              | 5               | 0               | 2               | 3               | -                  | -                  | -                  | -                  | -                  | -           | -           | -           | -           | -           | 45     | 13     | 22     | 10     | 28,89      | 3º                       |
| 1983-1984        | Como             | B                | 38         | 17         | 14         | 7          | CI              | 5               | 2               | 1               | 2               | -                  | -                  | -                  | -                  | -                  | -           | -           | -           | -           | -           | 43     | 19     | 15     | 9      | 44,19      | 2º (prom.)               |
| 1984-1985        | Genoa            | B                | 38         | 13         | 14         | 11         | CI              | 7               | 2               | 2               | 3               | -                  | -                  | -                  | -                  | -                  | -           | -           | -           | -           | -           | 45     | 15     | 16     | 14     | 33,33      | 6º                       |
| 1985-1986        | Genoa            | B                | 38         | 14         | 12         | 12         | CI              | 5               | 0               | 4               | 1               | -                  | -                  | -                  | -                  | -                  | -           | -           | -           | -           | -           | 43     | 14     | 16     | 13     | 32,56      | 7º                       |
| 1986-feb. 1987   | Vicenza          | B                | 21         | 6          | 6          | 9          | CI              | 5               | 0               | 3               | 2               | -                  | -                  | -                  | -                  | -                  | -           | -           | -           | -           | -           | 26     | 6      | 9      | 11     | 23,08      | Eson.                    |
| gen.-mag. 1988   | Como             | A                | 17         | 4          | 8          | 5          | -               | -               | -               | -               | -               | -                  | -                  | -                  | -                  | -                  | -           | -           | -           | -           | -           | 17     | 4      | 8      | 5      | 23,53      | Sub., 10º                |
| lug.-ott. 1988   | Catanzaro        | B                | 7          | 1          | 5          | 1          | CI              | 5               | 0               | 3               | 2               | -                  | -                  | -                  | -                  | -                  | -           | -           | -           | -           | -           | 12     | 1      | 8      | 3      | &8,33      | Eson.                    |
| Totale Catanzaro | Totale Catanzaro | Totale Catanzaro | 37         | 7          | 22         | 8          |                 | 9               | 2               | 3               | 4               |                    | -                  | -                  | -                  | -                  |             | 2           | 1           | 0           | 1           | 48     | 10     | 25     | 13     | 20,83      |                          |
| 1989-1990        | Cremonese        | A                | 34         | 5          | 13         | 16         | CI              | 2               | 1               | 0               | 1               | -                  | -                  | -                  | -                  | -                  | -           | -           | -           | -           | -           | 36     | 6      | 13     | 17     | 16,67      | 17º (retr.)              |
| lug.-ott. 1990   | Cremonese        | B                | 23         | 7          | 9          | 7          | CI              | 4               | 2               | 1               | 1               | -                  | -                  | -                  | -                  | -                  | -           | -           | -           | -           | -           | 27     | 9      | 10     | 8      | 33,33      | Eson.                    |
| Totale Cremonese | Totale Cremonese | Totale Cremonese | 57         | 12         | 22         | 23         |                 | 6               | 3               | 1               | 2               |                    | -                  | -                  | -                  | -                  |             | -           | -           | -           | -           | 63     | 15     | 23     | 25     | 23,81      |                          |
| mar.-mag. 1992   | Salernitana      | C1               | 13         | 4          | 5          | 4          | -               | -               | -               | -               | -               | -                  | -                  | -                  | -                  | -                  | -           | -           | -           | -           | -           | 13     | 4      | 5      | 4      | 30,77      | Sub., 5º                 |
| dic. 1992-1993   | Como             | C1               | 20         | 8          | 7          | 5          | CI-C            | 10              | 5               | 2               | 3               | -                  | -                  | -                  | -                  | -                  | -           | -           | -           | -           | -           | 30     | 13     | 9      | 8      | 43,33      | Sub., 6º                 |
| Totale Como      | Totale Como      | Totale Como      | 113+2      | 42         | 48+1       | 23+1       |                 | 20              | 7               | 5               | 8               |                    | -                  | -                  | -                  | -                  |             | -           | -           | -           | -           | 135    | 49     | 54     | 32     | 36,30      |                          |
| 1994-1995        | Livorno          | C2               | 15         | 4          | 7          | 4          | CI-C            | 3               | 1               | 2               | 0               | -                  | -                  | -                  | -                  | -                  | -           | -           | -           | -           | -           | 18     | 5      | 9      | 4      | 27,78      | Sub., Eson.              |
| Totale Livorno   | Totale Livorno   | Totale Livorno   | 83         | 22         | 43         | 18         |                 | 17              | 8               | 8               | 1               |                    | -                  | -                  | -                  | -                  |             | -           | -           | -           | -           | 100    | 30     | 51     | 19     | 30,00      |                          |
| mar.-giu. 1996   | Foggia           | B                | 13         | 7          | 1          | 5          | -               | -               | -               | -               | -               | -                  | -                  | -                  | -                  | -                  | -           | -           | -           | -           | -           | 13     | 7      | 1      | 5      | 53,85      | Sub., 11º                |
| 1996-1997        | Foggia           | B                | 38         | 11         | 15         | 12         | CI              | 1               | 0               | 0               | 1               | -                  | -                  | -                  | -                  | -                  | -           | -           | -           | -           | -           | 39     | 11     | 15     | 13     | 28,21      | 11º                      |
| Totale Foggia    | Totale Foggia    | Totale Foggia    | 51         | 18         | 16         | 17         |                 | 1               | 0               | 0               | 1               |                    | -                  | -                  | -                  | -                  |             | -           | -           | -           | -           | 52     | 18     | 16     | 18     | 34,62      |                          |
| gen.-giu. 1998   | Genoa            | B                | 23         | 10         | 7          | 6          | -               | -               | -               | -               | -               | -                  | -                  | -                  | -                  | -                  | -           | -           | -           | -           | -           | 23     | 10     | 7      | 6      | 43,48      | Sub., 9º                 |
| Totale Genoa     | Totale Genoa     | Totale Genoa     | 99         | 37         | 33         | 29         |                 | 12              | 2               | 6               | 4               |                    | -                  | -                  | -                  | -                  |             | -           | -           | -           | -           | 111    | 39     | 39     | 33     | 35,14      |                          |
| 1998-1999        | Lucchese         | B                | 17         | 3          | 7          | 7          | CI              | 4               | 2               | 1               | 1               | -                  | -                  | -                  | -                  | -                  | -           | -           | -           | -           | -           | 21     | 5      | 8      | 8      | 23,81      | Eson., Sub., 19º (retr.) |
| feb.-giu. 2000   | Ternana          | B                | 17         | 6          | 6          | 5          | -               | -               | -               | -               | -               | -                  | -                  | -                  | -                  | -                  | -           | -           | -           | -           | -           | 17     | 6      | 6      | 5      | 35,29      | Sub., 10º                |
| gen.-feb. 2001   | Pescara          | B                | 5          | 0          | 3          | 2          | -               | -               | -               | -               | -               | -                  | -                  | -                  | -                  | -                  | -           | -           | -           | -           | -           | 5      | 0      | 3      | 2      | &0,00      | Sub., Eson.              |
| Totale carriera  | Totale carriera  | Totale carriera  | 537        | 161        | 222        | 154        |                 | 78              | 25              | 29              | 24              |                    | -                  | -                  | -                  | -                  |             | 2           | 1           | 0           | 1           | 617    | 187    | 251    | 179    | 30,31      |                          |

## Palmarès

### Giocatore

#### Club

##### Competizioni nazionali
- Campionato italiano: 5

Juventus: 1960-1961
Inter: 1962-1963, 1964-1965, 1965-1966, 1970-1971
- Coppa Italia: 1

Napoli: 1975-1976

##### Competizioni internazionali
- Coppa dei Campioni: 2

Inter: 1963-1964, 1964-1965
- Coppa Intercontinentale: 2

Inter: 1964, 1965
- Coppa di Lega Italo-Inglese: 1

Napoli: 1976

#### Nazionale
- Campionato d'Europa: 1

Italia 1968